# 黃玹 (朝鮮)

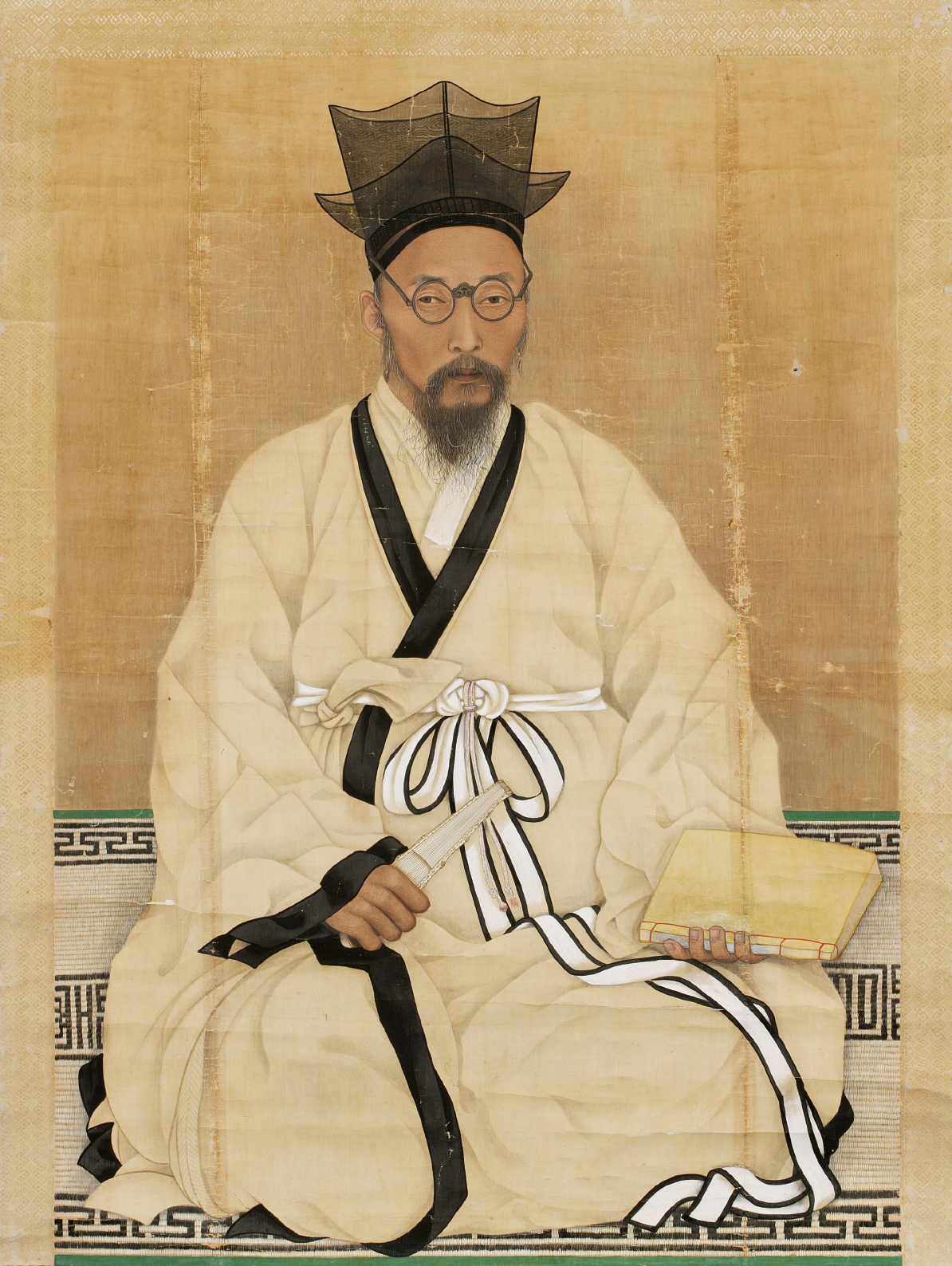
黃玹的肖像

黃玹（韓語：황현；1856年1月18日—1910年9月10日），字雲卿、號梅泉。朝鮮國文學家、烈士，全羅南道求禮人，因反對日本人併吞韓國，仰葯殉國而死，享年56歲，其《梅泉野錄》雖為野史，但記下了許多史料。

## 生平
黃玹本貫長水，家族世居光陽，後來才移居求禮。黃玹在朝鮮哲宗六年（1855年）農曆12月11日生於光陽縣西石村，自幼聰明過人，十一歲就能朗誦漢詩。1910年日、韓兩國合併之際，黃玹在9月10日遺詩四首，服毒自殺。
|  | 亂離滾到白頭年，幾合捐生却未然；今日眞成無可奈，輝輝風燭照蒼天。 妖氛晻翳帝星移，九闕沉沉晝漏遲；詔勅從今無復有，琳琅一紙淚千絲。 鳥獸哀鳴海岳嚬，槿花世界已沉淪；秋燈掩卷懷千古，難作人間識字人。 曾無支厦半椽功，只是成人不是忠；止意僅能追尹糓，當時愧不躡陳東。 |

## 遺著
黃玹留下了一些遺著，如《梅泉集》、《梅泉野錄》、《東匪紀略》等，《梅泉集》由金泽荣編次後在上海出版，《梅泉野錄》和《東匪紀略》的原稿卻藏於求禮私宅而未公開。

### 梅泉野錄
《梅泉野錄》是一部野史，記載1864年到1910年這47年間李氏朝鮮的歷史，以漢文筆記形式撰寫，書名取自其雅號梅泉。全書有7冊、6卷（第一卷分上、下兩冊）。大韓民國的國史編纂委員會曾出版一系列「韓國史料叢書」，《梅泉野錄》在其中名列第一。體裁上因從1894年開始撰寫，1894年以前的事蹟都是隨聞隨錄、較為簡略，該年以後到1910年這15年間的歷史則以編年體紀錄，且較為仔細。
1939年，朝鮮史編修會（國史編纂委員會前身）成員申奭镐因故前往全罗北道南原邑，在朴政植家中发现《梅泉野录》的抄本，他在借阅后又去尋找黄玹后人，希望得閱原本，但遭黄玹长子黃巖顯拒绝，申奭镐只好依照朴政植家的抄本再作一份副本，帶回在朝鲜史编修会。大韓民國成立後，申奭鎬擔任國史編纂委員會委員長，黃玹的次子黃渭顯此時才同意出借原本。国史编纂委员会整理後將《梅泉野录》在1955年1月出版。